# Стефан Мешков
Стефан К. Мешков, наречен Маврото, е български революционер, ресенски войвода на Вътрешната македоно-одринска революционна организация.

## Биография
Мешков е роден в 1884 година в Охрид, в Османската империя, днес Северна Македония. Войвода е на чета от село Елха, Ресенско по време на Илинденско-Преображенското въстание. След въстанието Мешков заминава за Княжество България. През месец юли на същата година става четник при Славейко Арсов.
Стефан Мешков загива на 9 юли 1904 година в сражение с турската войска в местността Лингура край Горно Гюгянци, Кратовско.